# NetherRealm Studios
NetherRealm Studios è un'azienda statunitense dedita allo sviluppo di videogiochi con sede nella città di Chicago (Illinois), fondata nel 2010 da Ed Boon; è di proprietà del gruppo Warner Bros. e sussidiaria di WarnerMedia.

## Storia
L'azienda è stata fondata nel 2010 per rimpiazzare WB Games Chicago, che aveva a sua volta sostituito Midway Games dopo il fallimento di quest'ultima. La sostituzione includeva anche il possesso dello studio di Midway a Chicago e di Surreal Software, il che concesse la titolarità dei diritti delle serie Joust, Mortal Kombat, The Suffering, Spy Hunter e Wheelman. Nel 2009, WB Games sviluppò la serie di Mortal Kombat con il nome di WB Games Chicago e, nel 2010,  lo studio WB Games di Chicago fu  rinominato "NetherRealm Studios".
Il primo videogioco dei NetherRealm Studios, nono titolo della serie e reboot di Mortal Kombat, è stato pubblicato in America del Nord il 19 aprile 2011 per PlayStation 3 e Xbox 360. L'azienda è guidata dal veterano del settore e co-creatore della serie, Ed Boon.

## Videogiochi
- Mortal Kombat (2011) (PlayStation 3, Xbox 360)
- Mortal Kombat: Arcade Kollection (2011) (Microsoft Windows)[6]
- Batman: Arkham City Lockdown (2011) (iOS)
- Injustice: Gods Among Us (2013) (PlayStation 3, Xbox 360, Wii U, PlayStation Vita, Microsoft Windows, PlayStation 4)
- Mortal Kombat X (2015)
- WWE Immortals (2015)
- Injustice 2 (2017) (Xbox One, Android, iOS, PlayStation 4, Microsoft Windows)
- Mortal Kombat 11 (2019) (Xbox One, PlayStation 4, Microsoft Windows)
- Mortal Kombat 1 (2023) (PlayStation 5, Xbox Series X/S,Microsoft Windows, Nintendo Switch)